# Neoncső

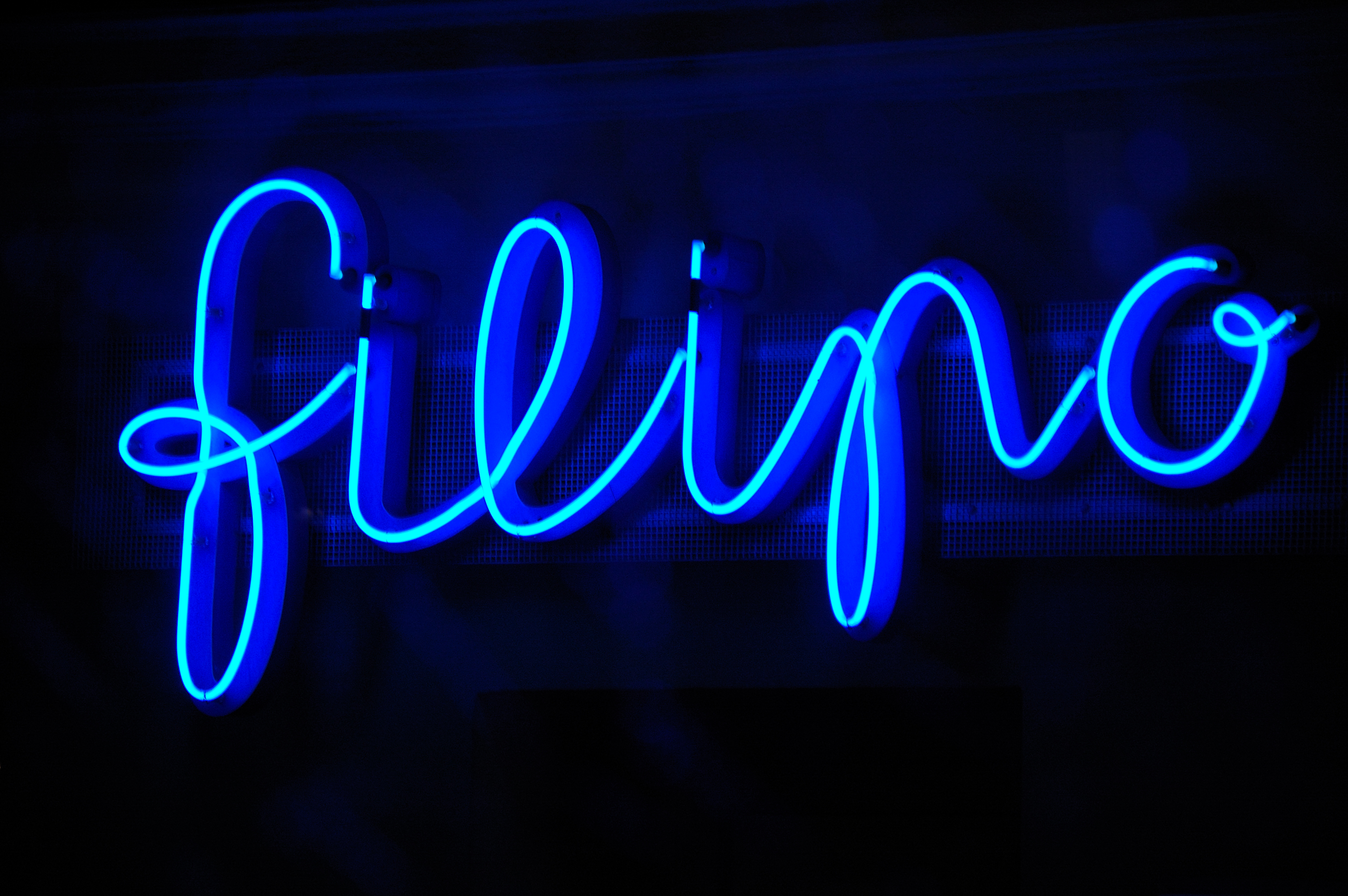
Neoncső

A neoncső egy olyan kisnyomású (ritkított) gázzal töltött világítótest, amelyben az üvegcső két végébe forrasztott elektródákra kapcsolt nagyfeszültség hatására a csőben lévő gáz világít, fluoreszkál. A neoncső a hidegkatódos gázkisülőcsövek közé tartozik. A neoncső nevét az először töltésre használt neonról kapta, de a különböző színek eléréséhez más gázokat is alkalmaznak, például a hélium sárga színű, a szén-dioxid fehér színnel fluoreszkál. A neoncsöveket az 1920-1950-es évek közötti időszakban elterjedten használták épületek reklámfelirataihoz. Módosított formában a neoncső újjászületésével találkozhatunk a plazma TV-kben, a neoncső közismert „kistestvére” pedig a fényképezőgépekben használt villanócső.
A magyar köznyelv gyakran a világítási célú izzószálas fénycsövet – tévesen – „neoncső” néven emlegeti.

## Története
A 19. század végén Moore szén-dioxiddal és nitrogénnel töltött csöveket készített. Bár a készített csövek fénye gyenge volt, egy terem mennyezetét körbecsövezve világítani is lehetett velük. Bár működésük nehézkes és bonyolult volt, még az 1900-as években is használatban voltak világítótestekben. Az 1910-es párizsi autókiállításon az első neongázzal töltött, gázkisülésű fénycsövet Claude mutatta be. Hamarosan megjelent az első neonreklám egy párizsi fodrászszalon felett „Carravalio” felirattal.

## Felépítése és működése
A neoncső 8–12 mm átmérőjű, 1 mm falvastagságú üvegcső, (kivételes esetben a cső átmérője 6 mm is lehet). A neoncső két végén beforrasztott 1-1 elektródával, amelyekhez nem csatlakozik izzószál (szemben a fénycsővel). Az elektródák az üveggel megegyező hőtágulású invar ötvözetből készülnek. Az üvegcső tetszőleges alakúra, akár felirat körvonalára (l. neonreklám) is meghajlítható. A neoncső az elvárt színnek megfelelő gázzal vagy gázkeverékkel van töltve, neoncsöveken fényport ritkán alkalmaznak. A gáztöltés képletesen értendő: először vákuumszivattyúval eltávolítják a csőben lévő levegőt, majd a légköri nyomás körülbelül 1/100-ad részének megfelelő gázzal „töltik”. A neoncső működésének beindításához (begyújtásához) nagyfeszültséget, (mérettől függően) rendszerint 3-25 kV-ot igényel, amelyet nagyfeszültségű transzformátorokkal vagy kapcsolóüzemű tápegységekkel állítanak elő. A neoncső elektródái között meginduló öngerjesztésű ionizációs áram a neoncsövet tönkretenné, emiatt a már világító (begyújtott) neoncső végeire kapcsolt nagyfeszültséget csökkenteni kell, de még mindig a nagyfeszültségű tartományban. A nagyfeszültség biztonságos csökkenését régebben szórótranszformátorokkal oldották meg. Az elektronika fejlődésével félvezetős kapcsolóüzemű tápegységeket kezdtek el alkalmazni. A neoncsöveken átfolyó üzemi áram jellemzően 60 és 100 mA között van.

### A neoncső működésének fizikája
A neoncső két végébe beforrasztott elektródákra kapcsolt nagyfeszültség hatására a cső belsejében lévő gázban haladó elektronok a gáz atomjaival ütközve annak elektronjait gerjesztik. A gerjesztett elektronok az energiaközlés miatt egy külső pályára állnak, azonban az atommag körüli keringésük és saját spinjük miatt energiát is veszítenek. Amikor az elektron energiavesztesége olyan szintű, hogy már nem képes a nagyobb energiaszintet igénylő külső pályán keringeni, visszaugrik eredeti helyére, a maradék energiát pedig kisugározza (lead egy fotont). Az energiaátmeneteknek az adott gázra jellemző szintjei vannak, amelyek jól látható szín formájában nyilvánulnak meg.

## Színek előállítása

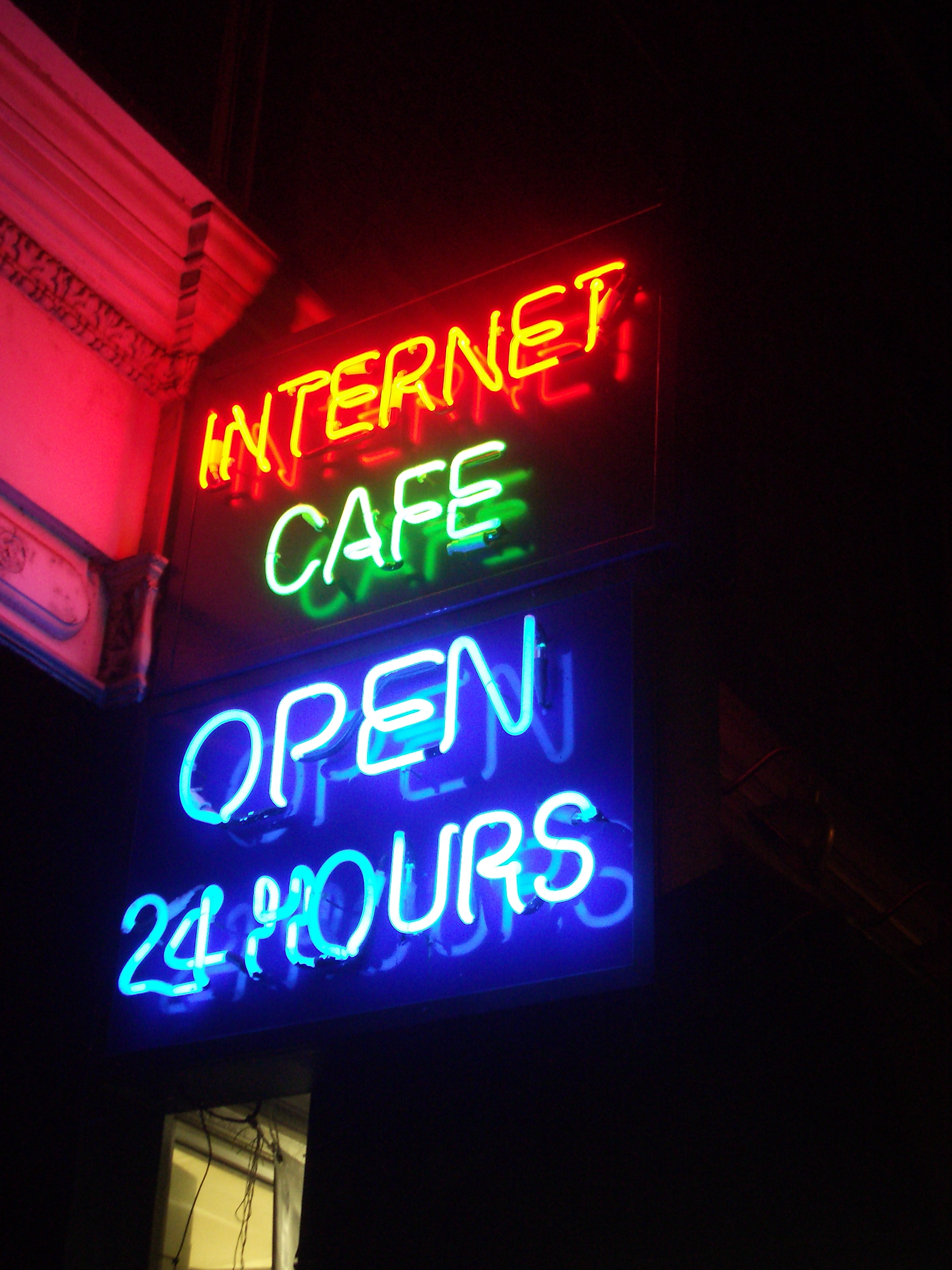
Neonreklám

Neoncső esetén a színeket alapvetően a neoncsövet töltő gáz adja. Nagyfeszültség hatására minden gáz a reá jellemző színben világít. Az egyes gázokra jellemző színeket a következő képek szemléltetik: 

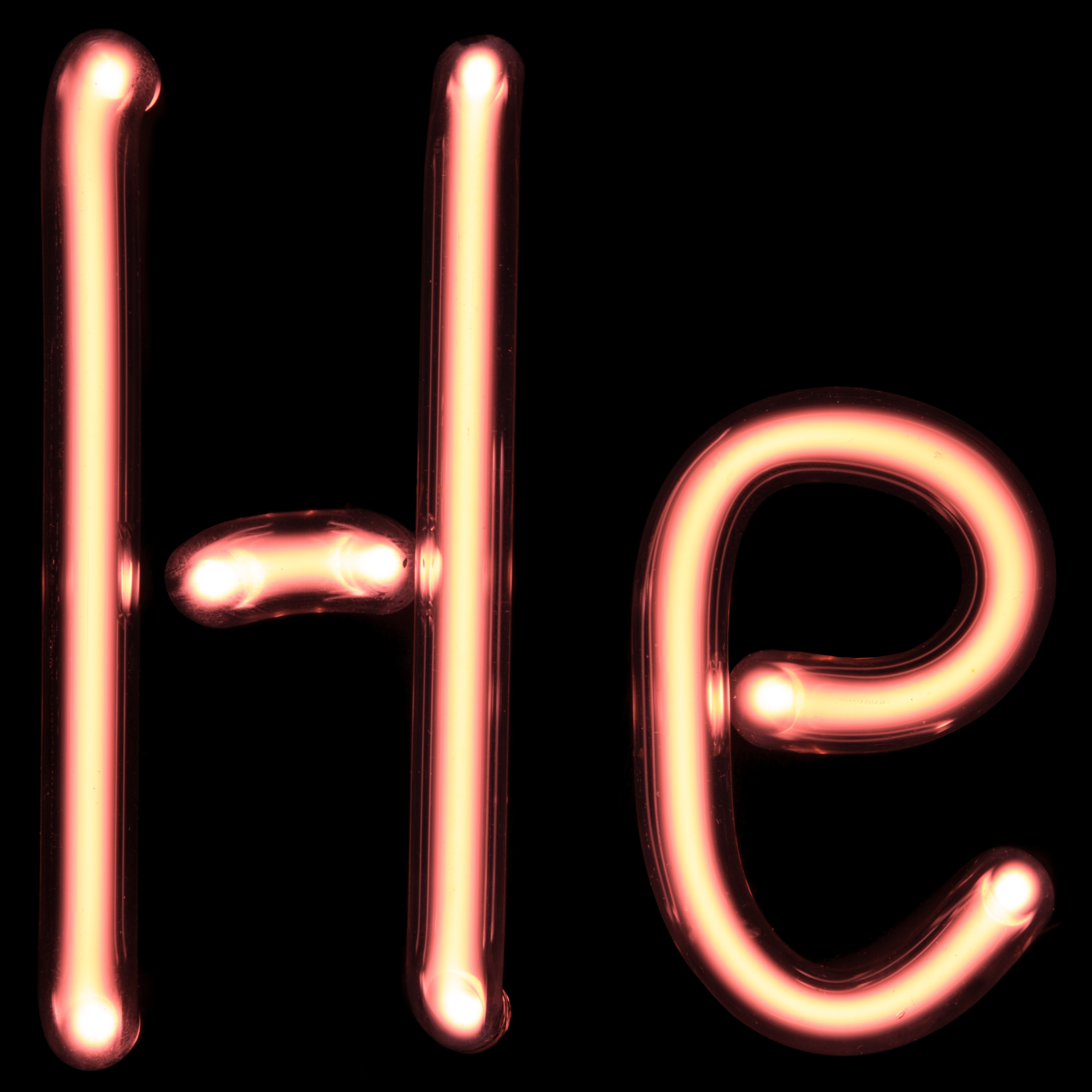
Hélium
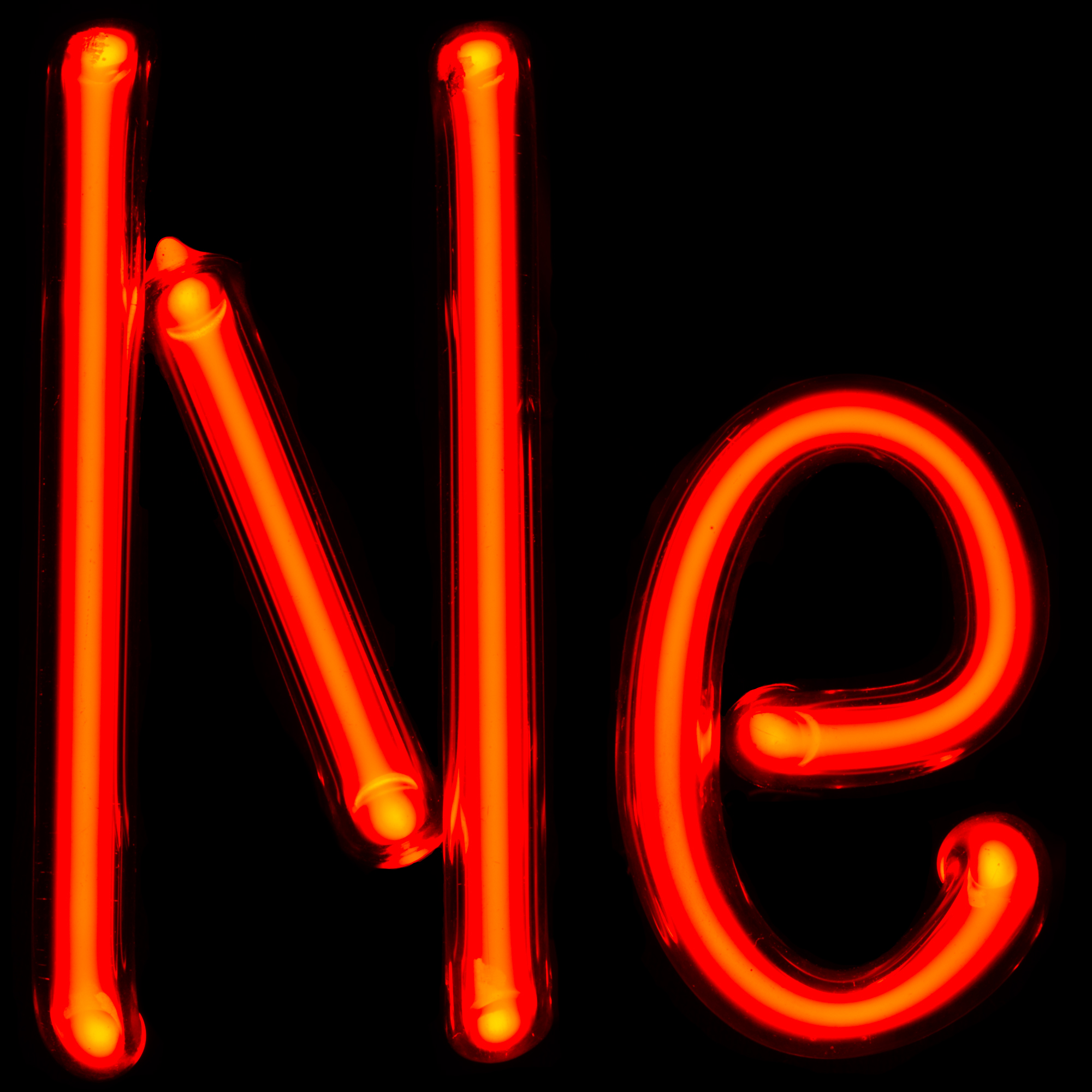
Neon
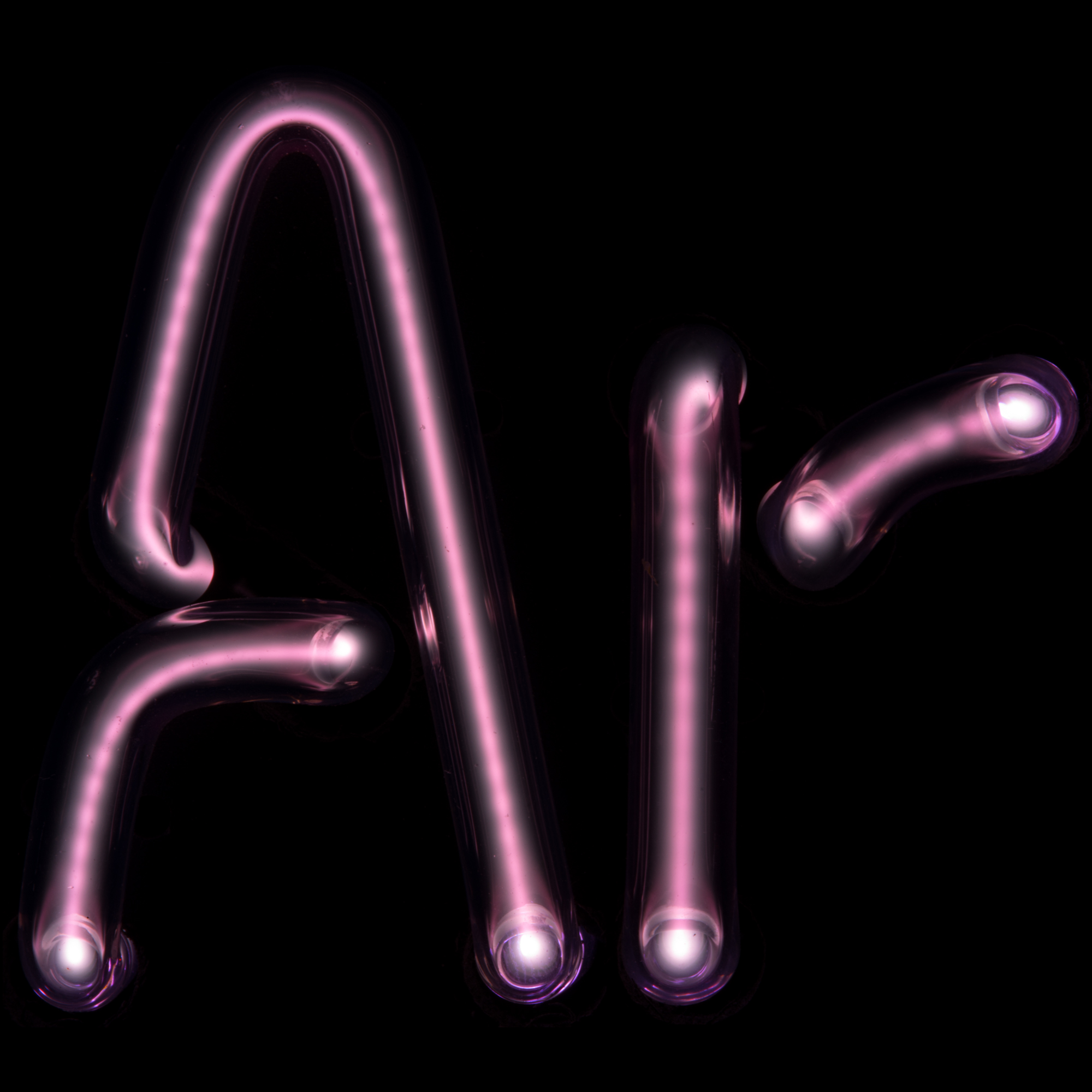
Argon és higanygőz keveréke
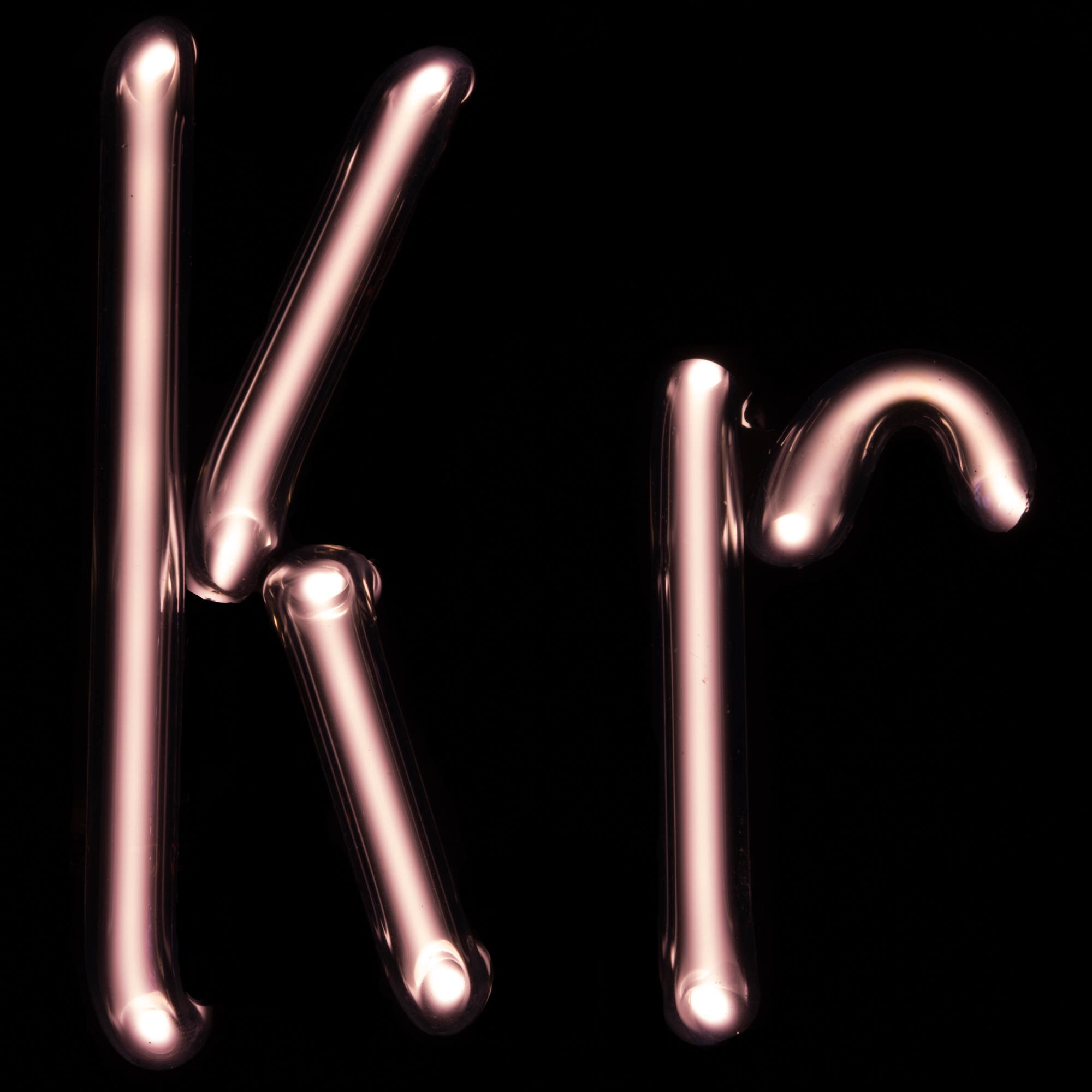
Kripton
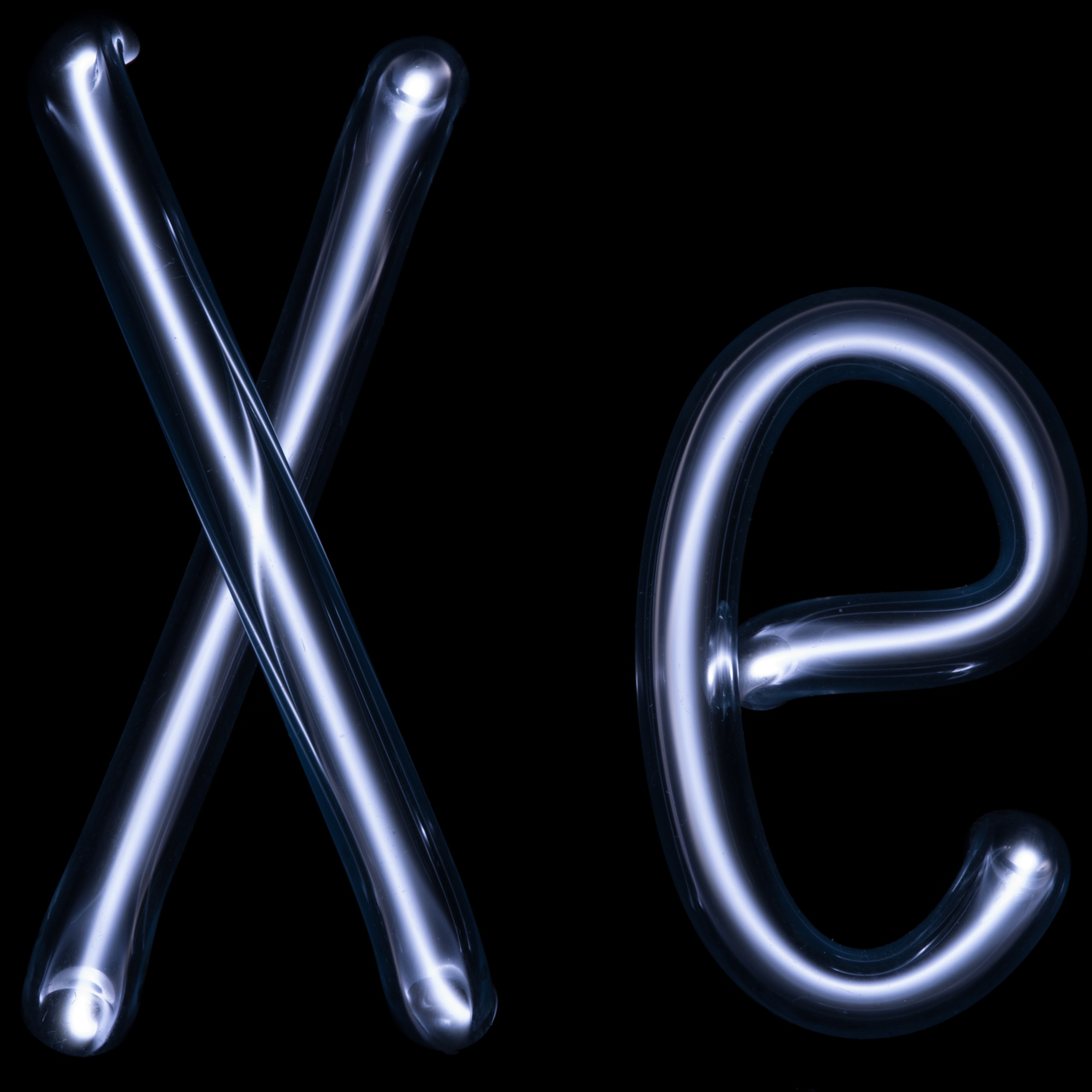
Xenon

## Előnyök
Élettartama elvileg korlátlan, mert nem tartalmaz izzószálakat.

## Hátrányok
- A neoncsőnek működése során – különösen kapcsolóüzemű tápegységről működtetve – jelentős elektromágneses sugárzása van, ami közelben lévő elektronikus készülékeket zavarhat.
- Másik nagy hátránya a begyújtáshoz szükséges nagyfeszültség: a nagyfeszültség miatt nem miniatürizálható tetszőlegesen; esetenként több neoncsövet kell sorosan kapcsolni a helyes működés eléréséhez.
- A nagyfeszültség alkalmazása szigorú biztonsági rendszabályokat követel.
- A közvilágítás intenzitásának drámai növekedése miatt egyre kevésbé tud érvényesülni.